# Saison 1 de Madame Columbo
 (janvier 2018).
Si vous disposez d'ouvrages ou d'articles de référence ou si vous connaissez des sites web de qualité traitant du thème abordé ici, merci de compléter l'article en donnant les références utiles à sa vérifiabilité et en les liant à la section « Notes et références ».
Chronologie
Saison 2
Cet article présente les six épisodes de la première saison de la série télévisée américaine Madame Columbo (Mrs. Columbo).

## Synopsis
Kate est une femme active moderne qui s'occupe de sa petite fille Jenny tout en travaillant comme pigiste auprès d'un hebdomadaire local "The Weekly Advertiser" dirigé par le bourru Josh Alden. Elle est aussi la femme du plus célèbre des policiers de Los Angeles, le lieutenant Columbo. Comme son mari, elle est impliquée dans des enquêtes pour meurtres...

## Distribution

### Acteurs principaux
- Kate Mulgrew : Kate Columbo Callahan
- Henry Jones : Josh Alden
- Lili Haydn : Jenny Columbo Callahan

### Acteurs récurrents
- Michael Durrell : Sergent Caplan

## Épisodes

### Épisodes 1 et 2:Le Mystère de l'interphone (1) et (2)
- États-Unis : 26 février 1979 sur NBC
- France : 18 juillet 1981 sur TF1

- Robert Culp (Charles Huston)
- Edie Adams (Joanne Huston)
- Bob Dishy (Sergent Norris)
- René Auberjonois (Monsieur Gérard)
- Priscilla Pointer (Madame Prior)
- Allan Rich (Le garagiste)
- Frederic Forrest (Martin)
- Christopher Allport (Le technicien du téléphone)
- Herb Armstrong (Le jardinier)

- Bob Dishy incarnait le sergent Wilson aux côtés de Peter Falk dans Columbo.
- Cet épisode en deux parties a été diffusé dans la même soirée aux Etats-Unis mais aussi en France.

### Épisode 3:Le Mystère de Lily Corday
- États-Unis : 1er mars 1979 sur NBC
- France : 25 juillet 1981 sur TF1

- Donald Pleasence (Ian A. Morly)
- Elizabeth Cole (Emily)
- Dolph Sweet (Sergent Boone)
- Ian Abercrombie (Carmichael)
- Joe Baker (Merlini)
- Don Potter (Archie Welborn)

### Épisode 4:Le Mystère de la Marionnette
- États-Unis : 15 mars 1979 sur NBC
- France : 25 juillet 1981 sur TF1

- Jay Johnson (Noel Abbott)
- Michael Durrell (Sergent Caplan)
- Al Ruscio (Victor March)
- Erica Yohn (Tante Lucy Columbo)
- Helena Carroll (Nora Phelps)
- Nancy Jeris (Infirmière)
- David Himes (Knapp)
- Tom Scott (Officier Morrison)
- Barbara Mallory (La Sœur)

- Première apparition du sergent Caplan qui sera présent dans l'épisode 6.
- Apparition de la Tante Lucy du lieutenant Columbo.

### Épisode 5:Mystère et Caviar
- États-Unis : 22 mars 1979 sur NBC
- France : 1er août 1981 sur TF1

- Claudette Nevins (Sybil)
- Trisha Noble (Patty)
- Sam Groom (Richard)
- Jack Knight (Sergent Grady)
- Phyllis Flax (Madame Fischetti)
- Jo McDonnell (Eileen)

### Épisode 6:Le Mystère des Mages
- États-Unis : 29 mars 1979 sur NBC
- France : 1er août 1981 sur TF1

- Francine Tacker (Sœur Janice)
- Cindy Grover (Eve)
- Joseph Ruskin (Sid Russell)
- Michael Durrell (Sergent Caplan)
- Anne Newman Bacal (Madame Canfield)
- Richard Altman (Médecin légiste)